# Charles Melton
Charles Melton, född 4 januari 1991 i Juneau, Alaska, är en amerikansk skådespelare.
Melton har bland annat medverkat i TV-serien Riverdale. Han har även medverkat i filmerna Bad Boys for Life och May December.

## Filmografi (i urval)
- 2017–2023 – Riverdale (TV-serie)
- 2020 – Bad Boys for Life
- 2023 – May December